# Staberoha ornata
Staberoha ornata är en gräsväxtart som beskrevs av Esterh. Staberoha ornata ingår i släktet Staberoha och familjen Restionaceae. Inga underarter finns listade i Catalogue of Life.